# Arbot
Arbot é uma comuna francesa na região administrativa de Grande Leste, no departamento de Haute-Marne. Estende-se por uma área de 13,15 km². Em 2010 a comuna tinha 71 habitantes (densidade: 5,4 hab./km²).